# Grace Lorch
Grace Lonergan Lorch (* 26. September 1903 in Boston, Massachusetts; † 28. Oktober 1974) war eine US-amerikanische Lehrerin und Aktivistin. Sie ist dafür bekannt, dass sie 1957 während der Aufhebung der Rassentrennung an der Central High School einer Schülerin der Little Rock Nine, Elizabeth Eckford, Hilfe leistete.

## Leben und Werk
Lorch war eines von zwei Kindern von Delia Lonergan und dem Eisenbahnarbeiter William Lonergan. Sie wurde in jungen Jahren Lehrerin an einer öffentlichen Schule und war Mitglied der Boston Teachers 'Union und des Boston Central Labour Council. Nachdem sie im Dezember 1943 den Mathematiker Lee Lorch geheiratet hatte, legte sie Berufung gegen eine Entscheidung des Boston School Committee aus dem 19. Jahrhundert ein, wonach verheiratete Lehrerinnen nicht als Vollzeitlehrerinnen arbeiten dürfen. Das Komitee bestätigte die Regel 1944 und die Öffentlichkeitsarbeit in Bezug auf ihren Fall führte zu einer Kampagne zur Beendigung des Verbots. 1953 stimmte der Gesetzgeber dafür, das Verbot aufzuheben.
Als sie 1946 nach dem Zweiten Weltkrieg mit ihrer Familie in Stuyvesant Town–Peter Cooper Village, einem New Yorker Wohnprojekt der Metropolitan Life Insurance Company lebte, war ihr Mann Assistenzprofessor am City College of New York (CCNY).  Ihr Ehemann beantragte bei Metropolitan Life, Afroamerikanern die Anmietung von Wohnungen in Stuyvesant Town zu ermöglichen. Dies führte 1949 zu seiner Entlassung aus dem CCNY. Als die Familie umzog, damit ihr Mann an der Pennsylvania State University unterrichten konnte, erlaubten sie einer afroamerikanischen Familie ihre Wohnung zu bewohnen. 1950 wurde ihr Ehemann daraufhin wieder entlassen, woraufhin er als Associate Professor an der Fisk University in Nashville, Tennessee, eingestellt wurde.
Der Oberste Gerichtshof der Vereinigten Staaten erklärte am 17. Mai 1954 die Trennung in der öffentlichen Bildung für verfassungswidrig. Lorch und ihr Mann beschlossen angesichts dieser Entscheidung, ihre Tochter in die Schule zu schicken, die ihrem Haus am nächsten lag und eine Schule für Afroamerikaner war. Die Schulbehörde von Nashville lehnte es jedoch ab, ihrer Tochter den Schulbesuch zu gestatten. Aufgrund dieses Gesuches wurde ihr Ehemann von dem Komitee für unamerikanische Umtriebe bezüglich einer Mitgliedschaft in der Kommunistischen Partei befragt. Da er sich verweigerte zu antworten, wurde er nach Überprüfung der Treuhänder des Fisk College wieder entlassen und wurde an das Philander Smith College in Little Rock, Arkansas, berufen. Nachdem Lorch mit ihrer Familie 1955 nach Little Rock gezogen war, wurden sie aktive Unterstützer der National Association for the Advancement of Colored People. Ein Antrag, dass ihre Tochter Alice eine schwarze Grundschule in Little Rock besuchen darf, wurde auch hier von der Schulbehörde abgelehnt.

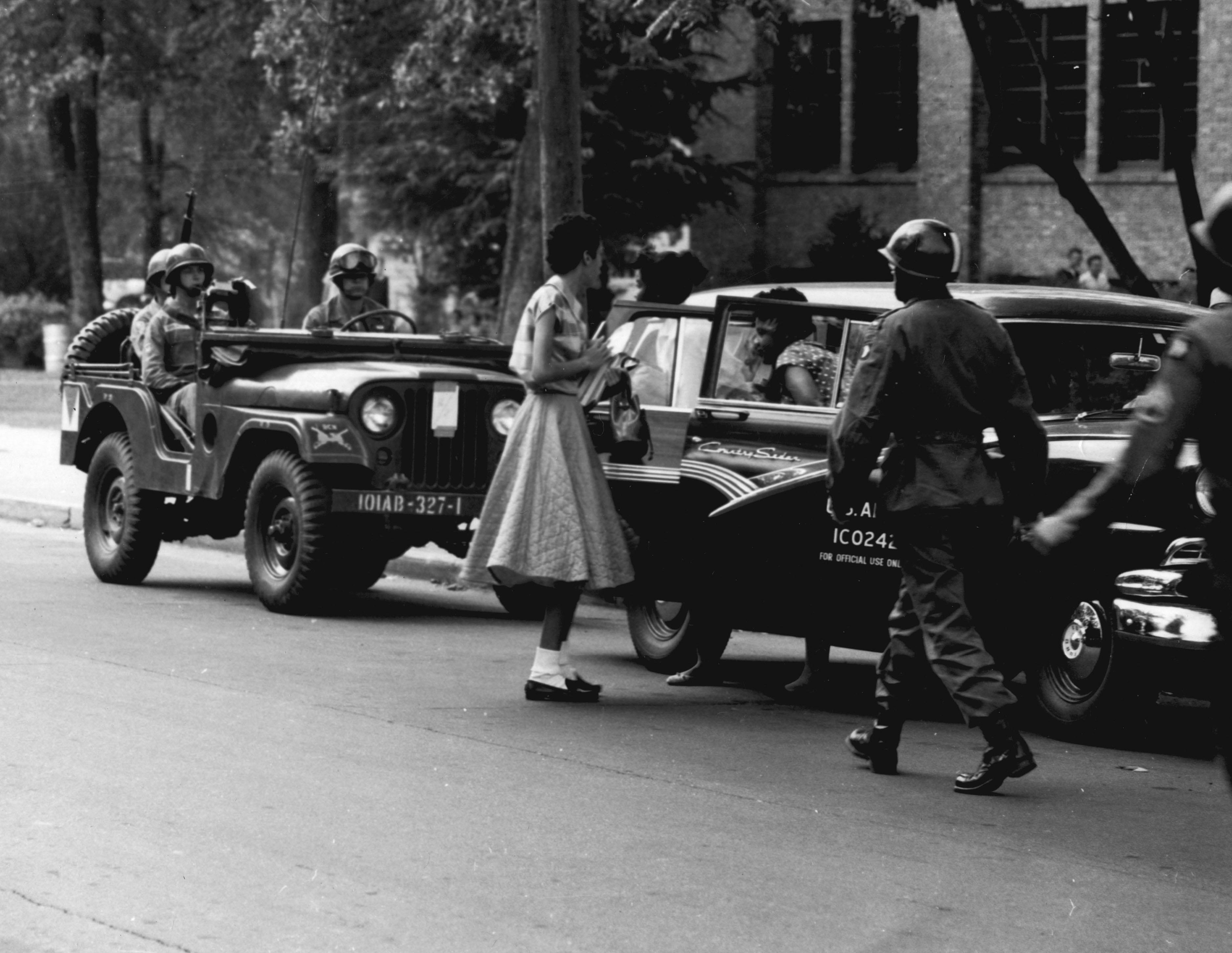
Soldaten eskortieren afroamerikanische Schüler im September 1957 zur Central High School in Little Rock, nachdem der Gouverneur von Arkansas versucht hatte, die Segregation durchzusetzen

Lorch und ihr Ehemann waren mit der Geschichte der Little Rock Nine verbunden, die Little Rock Central High School zu desegregieren. Am ersten Schultag sollten 1957 die ersten neun afroamerikanischen Schüler drei Jahre nach der offiziellen Aufhebung der Rassentrennung in amerikanischen Schulen die Little Rock Central High School in Little Rock besuchen. Die fünfzehnjährige Elizabeth Eckford kam alleine dort an und sah sich einem wütenden Mob gegenüber, der sie zu lynchen drohte. Grace Lorch rettete Eckford und begleitete sie nach Hause. Lorchs Rettung von Eckford machte die Familie Lorch zum Ziel von Belästigungen und Drohungen. Dynamit wurde in ihre Garage gestellt, ihre Tochter Alice wurde in der Schule gemobbt und Grace Lorch wurde von dem Unterausschuss für innere Sicherheit des Senats vorgeladen.
Aufgrund des Drucks durch offizielle Belästigung und die anhaltende Arbeitsplatzunsicherheit von Lee Lorch verließ die Familie Lorch im Frühjahr 1958 Little Rock. Sie lebte danach ein Jahr lang in Connecticut und ab Herbst 1959 in Kanada. Kurz nachdem sie dorthin gezogen waren, veranlasste der Generalstaatsanwalt Bruce Bennett (1917–1979), dass kanadische Polizeibeamte mit Informationen über Grace Lorch versorgt wurden.
Der Kongressabgeordnete Dale Alford verurteilte Grace Lorch Anfang 1959 im US-Repräsentantenhauses als kommunistische Funktionärin.
Grace Lorch starb 1974 und ist in Dudley, Massachusetts, begraben.